# Olympische Sommerspiele 2008/Teilnehmer (Aruba)
| Gelbes Symbol für Goldmedaillen mit stilisierten Olympischen Ringen | Graues Symbol für Silbermedaillen mit stilisierten Olympischen Ringen | Braundes Symbol für Bronzemedaillen mit stilisierten Olympischen Ringen |
| ------------------------------------------------------------------- | --------------------------------------------------------------------- | ----------------------------------------------------------------------- |
| —                                                                   | —                                                                     | —                                                                       |

Aruba nahm 2008 zum sechsten Mal an einem olympischen Sommerturnier teil. Die Athleten für die Olympischen Sommerspiele 2008 in Peking wurden durch das Comité Olímpico Arubano ernannt. Fahnenträger bei der Eröffnungsfeier war Fiderd Vis.

## Teilnehmer nach Sportarten

### Judo
- Fiderd Vis
Herren, Halbmittelgewicht – 81 kg → ausgeschieden in der 2. Runde

### Schwimmen
- Jan Roodzant
Herren, 100 Meter Freistil → ausgeschieden trotz Ersten Platzes im 1. Vorlauf (51,69 s), 53.